# A Ladder to Heaven
A Ladder to Heaven is aflevering #612 (nr. 91) van de Comedy Central-serie South Park. Ze werd voor het eerst uitgezonden op 6 november 2002.

## Verhaal
Stan, Kyle en Cartman gaan naar een snoepwinkel, omdat ze met een kaartje dat ze hebben gratis snoep mogen hebben. Bij de verkoper aangekomen, weten ze niet wie het kaartje heeft. Dan herinneren ze zich dat Kenny die nog had voor z'n dood. Ze gaan naar Kenny's huis en vragen aan zijn ouders waar het lichaam is, zodat ze het kaartje kunnen pakken, maar Kenny is gecremeerd. Als ze in Kenny's urn kijken denken zien ze zijn as aan voor een raar poeder. Cartman denkt even later dat het as chocoladepoeder is en drinkt het op.
Vervolgens willen ze een ladder maken die tot aan de hemel gaat, om het kaartje aan Kenny terug te vragen. Ondertussen krijgt Cartman steeds visioenen van Kenny. Terwijl de kinderen de ladder maken, komt er steeds meer publiek kijken. Zij raken ontroerd en krijgen tranen in hun ogen.
Dan komt zelfs het nieuws er aan te pas en wordt het een grote commerciële stunt. Even later krijgt men in het Witte Huis het bericht dat ook Japan een ladder naar de hemel wil maken en eerder klaar wil zijn dan de Verenigde Staten. Ondertussen maakt de zanger Alan Jackson overal liedjes van: "Where were you when they built the ladder to heaven". Later maakt de countryzanger nog meer versies, bijvoorbeeld als het bouwmateriaal op is.
Als de kinderen te horen krijgen dat de hemel niet bestaat, staken ze de bouw van de ladder. Cartman krijgt opnieuw een visioen en ziet dan waar Kenny het kaartje had gelegd. Als ze het kaartje hebben, gaan ze naar de snoepwinkel en halen ze het snoep.

## Trivia
Als Stan, Kyle en Cartman naar Kenny's huis gaan en vragen waar Kenny is, zegt Kenny's vader dat Kenny de vorige december gestorven is. Dat klopt, want de aflevering waarin hij sterft, Kenny Dies, werd uitgezonden in december voorafgaand aan de eerste uitzenddatum van deze aflevering.